# 轮廓 (聚类)
在机器学习与数据挖掘领域，轮廓指的是一种反映数据聚类结果一致性的方法，可以用于评估聚类后簇与簇之间的离散程度。轮廓的取值范围为[-1, +1]，如果某一样本的轮廓接近1，则说明样本聚类结果合理；如果接近-1，则说明其更应该分类到其他的簇；如果轮廓近似为0，则说明该样本在两个簇的边界上。所有样本轮廓的均值称为聚类结果的轮廓系数（Silhouette Coefficiency），是该聚类是否合理、有效的度量。

## 定义

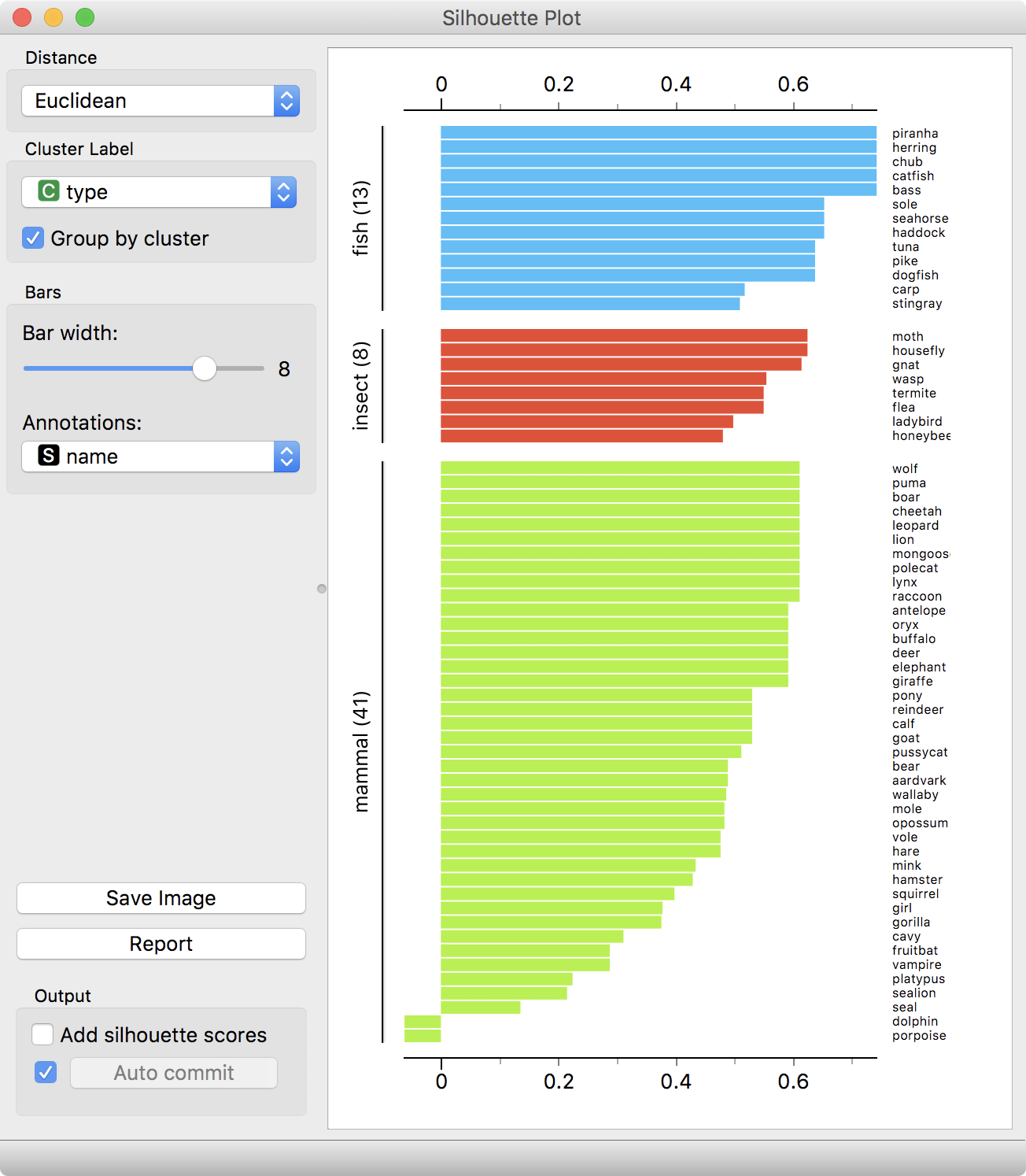
该图显示了Orange数据挖掘套件渲染的动物园数据集中的三种动物的轮廓。 在图底部的轮廓值反映了该数据集中海豚和鼠海豚是离群值（outlier）

假设某一数据集使用如k-means等聚类方法分成了{\displaystyle k} 个簇：
对于某一属于簇{\displaystyle C_{i}}样本{\displaystyle i}，记为 {\displaystyle i\in C_{i}} ，设{\displaystyle d(i,j)}为样本{\displaystyle i}与{\displaystyle j}之间的距离，求算样本{\displaystyle i}与其他样本之间的平均距离的公式如下（由于不计算样本与自身的距离{\displaystyle d(i,i)}，故计算平均值时样本总数为{\displaystyle |C_{i}|-1}）：
{\displaystyle a(i)={\frac {1}{|C_{i}|-1}}\sum _{j\in C_{i},i\neq j}d(i,j)}
上述公式结果记为{\displaystyle a(i)}，它反映了样本{\displaystyle i}当前聚类结果的优劣（值越小，聚类结果越好）。
然后，我们定义样本与某簇{\displaystyle C_{k}}的平均相异性为与样本{\displaystyle i}距离簇的平均值{\displaystyle i}到簇{\displaystyle C_{k}}内所有样本的距离均值 （{\displaystyle C_{k}\neq C_{i}}），则对于样本 {\displaystyle i\in C_{i}}，有{\displaystyle i}最小平均距离{\displaystyle b(i)}对应的簇{\displaystyle C_{k}}，我们称其为{\displaystyle i}的“相邻簇”：
{\displaystyle b(i)=\min _{k\neq i}{\frac {1}{|C_{k}|}}\sum _{j\in C_{k}}d(i,j)}
结合上述内容，我们定义{\displaystyle i}的轮廓值为：
{\displaystyle s(i)={\frac {b(i)-a(i)}{\max\{a(i),b(i)\}}}}
等效为：
{\displaystyle s(i)={\begin{cases}1-a(i)/b(i),&{\mbox{if }}a(i)<b(i)\\0,&{\mbox{if }}a(i)=b(i)\\b(i)/a(i)-1,&{\mbox{if }}a(i)>b(i)\\\end{cases}}}
对于上述定义，显然{\displaystyle -1\leq s(i)\leq 1.}
为了防止簇数量暴增，对于仅有一个样本的簇（{\displaystyle |C_{i}|=1}），定义其{\displaystyle s(i)=0}。
{\displaystyle a(i)}反映了{\displaystyle i}与其所属簇的距离，较小的{\displaystyle a(i)}值说明其与所属簇的关系紧密；而较大的{\displaystyle b(i)}反映了{\displaystyle i}与其他簇关系疏远；故为提高{\displaystyle s(i)}（或称为优化聚类结果），我们需要使{\displaystyle a(i)\ll b(i)}。
考夫曼（Kaufman）等人定义了轮廓系数（silhouette coefficient ）的概念——在某个数据集的有限种聚类方法中，平均{\displaystyle s(i)}的最大值：
{\displaystyle SC=\max _{k}{\tilde {s}}\left(k\right)}
上式中{\displaystyle {\tilde {s}}\left(k\right)}代表被分为{\displaystyle k}个簇后该数据集的平均{\displaystyle s(i)} 。

## 评价
轮廓系数一般不能用于横向评价多种聚类方法。凸簇（如经由DBSCAN方法得出的簇）的轮廓系数一般高于其他类型的簇。